# Jordi Ribera Romans
Jordi Ribera Romans (* 3. März 1963 in Sarrià de Ter, Provinz Girona) ist ein spanischer Handballtrainer.

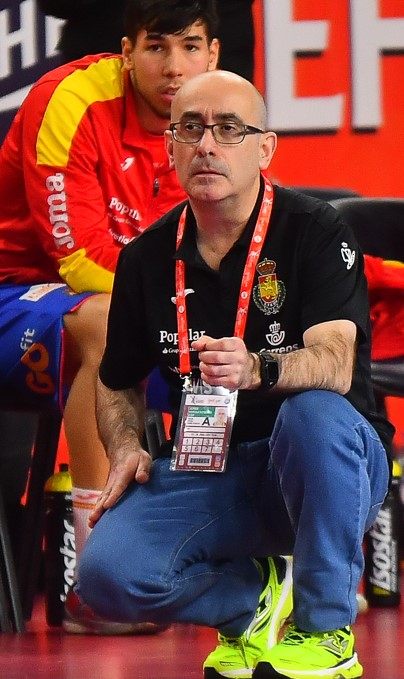
Jordi Ribera im Jahr 2018

Ab dem Jahr 2012 bis zum September 2016 trainierte er die brasilianische Männer-Handballnationalmannschaft. Zuvor trainierte Ribera von 1989 bis 1992 JD Arrate und von 1992 bis 2003 CBM Gáldar. Anschließend trainierte er bis 2004 den Club Deportivo Bidasoa. Von 2004 bis 2005 trainierte er die argentinische Nationalmannschaft. Den spanischen Erstligisten Ademar León trainierte er von 2007 bis 2011. In der Saison 2008/2009 gewann er mit Ademar León den Copa ASOBAL. Mit der brasilianischen Nationalmannschaft schied er bei der Handball-Weltmeisterschaft 2015 im Achtelfinale nach einer 24:25-Niederlage gegen Kroatien aus.
Im September 2016 übernahm er die spanische Männer-Handballnationalmannschaft. Unter seiner Leitung gewann Spanien 2018 und 2020 die Europameisterschaft, bei der Weltmeisterschaft 2021 sowie bei den Olympischen Spielen 2021 jeweils die Bronzemedaille, bei der Europameisterschaft 2022 die Silbermedaille und bei den Mittelmeerspielen 2022 die Goldmedaille. Bei der Weltmeisterschaft 2023 holte er mit der spanischen Auswahl die Bronzemedaille. Im November 2023 wurde sein Vertrag mit der RFEBM bis 2028 verlängert. Mit der spanischen Olympiaauswahl gewann er die Bronzemedaille bei den Olympischen Spielen 2024.